# Johann Michael Salzer
Johann Michael Salzer magyarul: Salzer János Mihály (Berethalom, 1823. október 23. – 1901 után) ágostai evangélikus lelkipásztor.

## Élete
Tanult Segesvárt és 1845-től a lipcsei egyetemen. 1847. november 1-től tanított a berethalmi iskolában, 1852-ben ugyanott lelkész volt és a szuperintendens titkára. 1853-ban elfoglalta a medgyesi gimnázium tanszékét, mely állásában 1865. február 5-ig maradt, midőn a medgyesi egyház lelkésze lett. 1867. augusztus 17-én a berethalmi egyház választotta lelkészének, ekkor 2000 forint alapítványt tett iskolaépítésre és a tanítók fizetésére. 1882-ben és 1885-ben dékánná választották. 1901-ben nyugalomba vonult.
Cikkei a Verhandlungen und Mittheilungen des siebenb. Naturvereines (1854-1865. Übersicht der zu Mediasch gemachten meteorologischen und phänologischen Beobachtungen in den Jahren von 1854 an bis 1865., VII. 1856. Borszék. In Bezug auf Geognosie, Botanik, Zoologie, Meteorologie und Mineralquellen, XV. 1864. Die Thorenburger Kluft, Einige meteorologische Beobachtungen von I. Baassen im J. 1861., II. Borszék im J. 1862. III. Baassen im J. 1863); a Transilvaniaban (N. F. II. 1862. Die neue wider Kleider- und Wählerexzesse gerichtete Synodalverordnung vom Jahre 1752., Einige Nachrichten und Anmerkungen zur Geschichte der Sachsen-Unterthanen in Fundo Nobilitari vom Jahre 1805.); a Schul- und Kirchenboteban (Kronstadt, I. 1866. Zur Seminarfrage, 1879. Die sogenannte Intervall-frage); a Jahrbuch des siebenb. Karpaten-vereinsben (XII. 1892. Kovászna. Seine Bäder und Umgebung.)

## Munkái
- Reisebilder aus Siebenbürgen. Hermannstadt, 1860.
- Zur Geschichte der sächsischen Volksschule in Siebenbürgen. Mediasch, 1861-62. (Programmértekezés.)
- Antrittsrede, gehalten am Sonntage Septuagesimae 1865. Kronstadt. (Különny. a Schul- u. Kirchenboteból.)
- Fünfter Jahresbericht des. ev. Vereins der Gustav Adolf-Stiftung für Siebenbürgen über das Verwaltungsjahr 1865-66. Hermanstadt, 1866.
- Über Entstehung und Weiterbildung der Erde und deren Bewohner, oder was Mutter-Erde von sich selbst zu erzählen weiss. Vortrag. Hermannstadt, 1874. (Különny. a Hermannstädter Zeitungból.)
- Wann, wie und wo betrat der Mensch die Erde? Hermannstadt, 1876.
- Darwinismus und Christenthum. Vortrag, gehalten in der Pastoralkonferenz des Mediascher Kapitels am 3. Januar 1876. Kronstadt. (Különny. a Schul- und Kirchenboteból.)
- Nach und von Petrozsény und Hátszeg. Hermannstadt, 1879. (Különny. a Siebenb. D. Tagblattból.)
- Die Intervallfrage. Denkschrift an die evang. Landeskirchenversammlung A. B. vom Mediascher evang. Kapitel A. B. Hermannstadt, 1880.
- Der kön. freie Markt Birthälm. Ein Beitrag zur Geschichte der Siebenbürger Sachsen. Wien, 1881. (Ism. Korrespondenz für Landeskunde IV. 119., Schul- und Kirchenbote 11. sz.)
- Zur ältesten Geschichte des Mediascher Kapitels. Eine Festgabe des Mediascher evang. Kapitels A. B. zur vierhundertjährigen Gedächtnissfeier der Geburt Dr. Martin Luthers. Hermannstadt, 1883.